# 희평 (북위)
희평(熙平)은 중국 북위(北魏) 효명제(孝明帝)의 첫 번째 연호이다. 516년에서 518년 2월까지 2년 2개월 동안 사용하였다.
같은 시기에 사용된 다른 연호로는 양(梁)에서 사용한 천감(天監 : 502년 ~ 519년)이 있다.

## 개원
희평(熙平) 원년 1월 1일(516년 2월 18일)에 희평(熙平)으로 개원함.

## 연대대조표
| 희평                | 원년            | 2년        | 3년        |
| 서력                | 516년           | 517년      | 518년      |
| 육십간지 (六十干支) | 병신(丙申)      | 정유(丁酉) | 무술(戊戌) |
| 양 (梁)             | 천감(天監) 15년 | 16년       | 17년       |

## 삭일(1일)
| 희평 원년 (516년) | 1월             | 2월             | 3월             | 4월             | 5월             | 6월             | 7월             | 8월             | 9월             | 10월            | 11월            | 12월            |                 |
| ----------------- | --------------- | --------------- | --------------- | --------------- | --------------- | --------------- | --------------- | --------------- | --------------- | --------------- | --------------- | --------------- | --------------- |
| 삭일(음력)        | 무진일 (戊辰日) | 무술일 (戊戌日) | 무진일 (戊辰日) | 정유일 (丁酉日) | 정묘일 (丁卯日) | 병신일 (丙申日) | 병인일 (丙寅日) | 을미일 (乙未日) | 을축일 (乙丑日) | 갑오일 (甲午日) | 갑자일 (甲子日) | 계사일 (癸巳日) |                 |
| 율리우스력        | 516년 2월 18일  | 3월 19일        | 4월 18일        | 5월 17일        | 6월 16일        | 7월 15일        | 8월 14일        | 9월 12일        | 10월 12일       | 11월 10일       | 12월 10일       | 517년 1월 8일   |                 |
| 희평 2년 (517년)  | 1월             | 2월             | 3월             | 4월             | 5월             | 6월             | 7월             | 8월             | 9월             | 10월            | 11월            | 12월            |                 |
| 삭일(음력)        | 계해일 (癸亥日) | 임진일 (壬辰日) | 임술일 (壬戌日) | 신묘일 (辛卯日) | 신유일 (辛酉日) | 신묘일 (辛卯日) | 경신일 (庚申日) | 경인일 (庚寅日) | 기미일 (己未日) | 기축일 (己丑日) | 무오일 (戊午日) | 무자일 (戊子日) |                 |
| 율리우스력        | 517년 2월 7일   | 3월 8일         | 4월 7일         | 5월 6일         | 6월 5일         | 7월 5일         | 8월 3일         | 9월 2일         | 10월 1일        | 10월 31일       | 11월 29일       | 12월 29일       |                 |
| 희평 3년 (518년)  | 1월             | 2월             | 3월             | 4월             | 5월             | 6월             | 7월             | 윤7월           | 8월             | 9월             | 10월            | 11월            | 12월            |
| 삭일(음력)        | 정사일 (丁巳日) | 정해일 (丁亥日) | 병진일 (丙辰日) | 병술일 (丙戌日) | 을묘일 (乙卯日) | 을유일 (乙酉日) | 갑인일 (甲寅日) | 갑신일 (甲申日) | 계축일 (癸丑日) | 계미일 (癸未日) | 계축일 (癸丑日) | 임오일 (壬午日) | 임자일 (壬子日) |
| 율리우스력        | 518년 1월 27일  | 2월 26일        | 3월 27일        | 4월 26일        | 5월 25일        | 6월 24일        | 7월 23일        | 8월 22일        | 9월 20일        | 10월 20일       | 11월 19일       | 12월 18일       | 519년 1월 17일  |

## 같이 보기
- 중국의 연호

| 이전 연호 연창(延昌) | 중국의 연호 북위(北魏) | 다음 연호 신귀(神龜) |